# Словацьке національне відродження

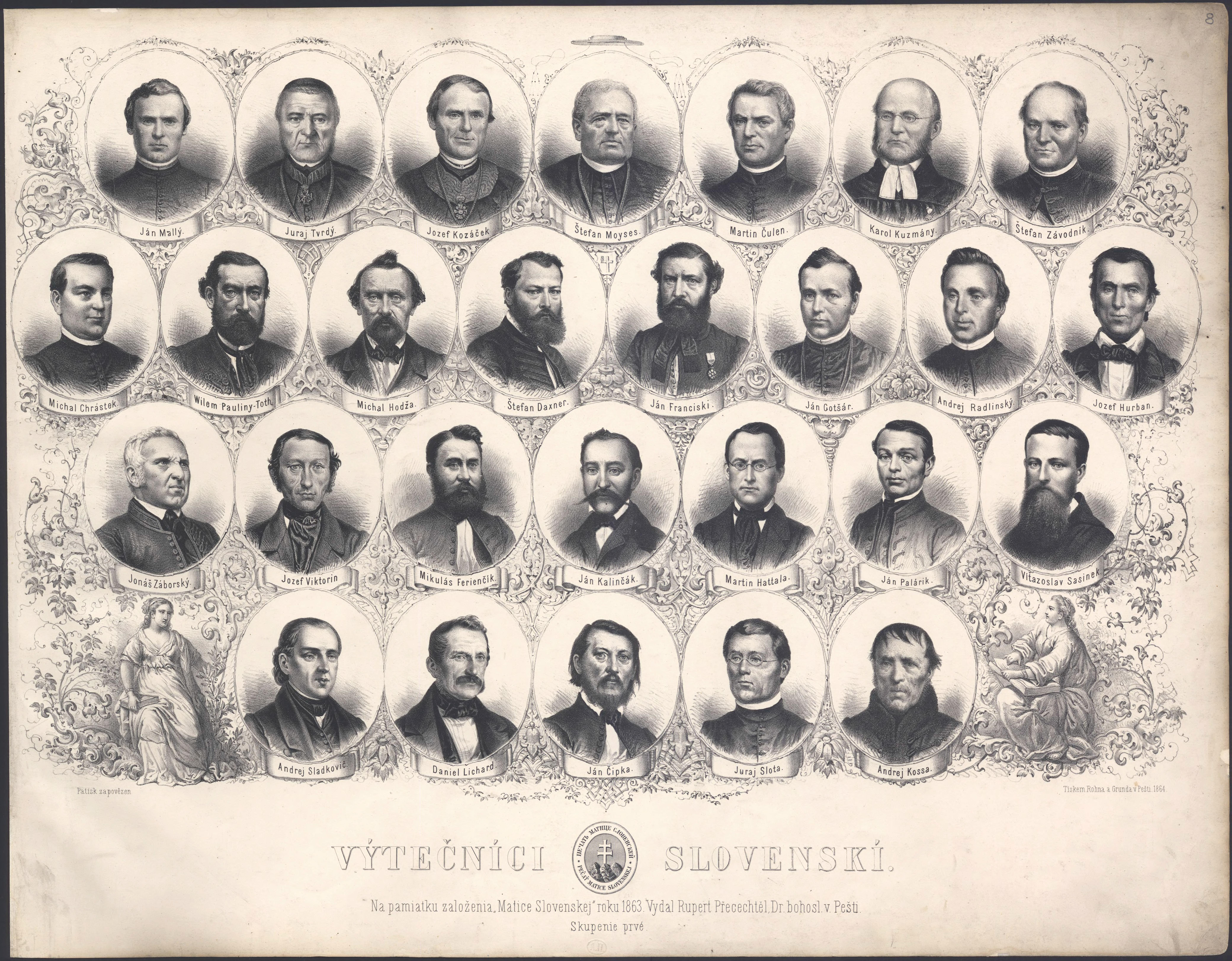
Публічний портрет видатних словаків, виданий на заснування патріотичної організації «Матиця словацька», 1863 m.

Словацький національний рух — рух, який призвів до формування національної самосвідомості словаків, і врешті-решт, до створення сучасного словацького народу. Тривав з 1780-х до 1848-го року, а деякі історики вважають, що він тривав до 1867-го року. Словаччина в цей період була частиною Угорського королівства. Поштовхом для руху стали реформи Йосифа II в 1780-х роках і масовість освіти. Рух протікав спільно з чеським національним рухом і був спрямований проти германізації і мадяризації.

## Історія

### Перший Етап
Протікав з початку 18-го сторіччя і до 1820 року. Першим імпульсом стали реформи імператора Йосифа II. У цей час найбільш освічені словаки намагалися створити літературну норму словацької мови.
Питання створення літературної норми розділило словацьке суспільство на дві групи, кожна з яких мала свою власну точку зору щодо писемної мови для словаків — протестантів-католиків і бернолаковців. На погляд католиків — словаки повинні були використовувати чеську літературну мову (в її архаїчній формі, на якій була написана «Кралицька Біблія»). Бернолаковці гуртувалися навколо католицького священика Антона Бернолака, який стверджував, що словацька є самостійною слов'янською мовою, і пропонував створити літературну норму на основі рідної словацької мови. Основою бернолаківського варіанту словацької літературної мови стали насамперед західнословацькі діалектичні риси.

### Другий Етап
Друга фаза тривала з 1820-х і до 1830 року. В цей час почалося реальне «пробудження» словаків.
А також сформувалися дві нових течії: Прихильники першої дотримувалися ідеї словакізації чеської, на чолі цієї групи стояли Ян Коллар і Павел Йозеф Шафарик. Вони запропонували загальну літературну норму для чехів і словаків — чесько-словацьку мову.
Прихильників другої течії очолювали Ян Голий і Мартін Гамульяк.

### Третій Етап
Третя фаза національного руху тривала з 1830 по 1848 роки. У цей час основні маси прихильників руху збираються навколо Людовита Штура, який пропонував кодифікувати літературну норму для словаків на основі рідної мови. У 1843 році було прийнято остаточне рішення про кодифікацію словацької літературної мови на основі середньословацького інтердіалекту — штуровського літературного стандарту. У цей час одним з центрів руху стало місто Ліптовський Мікулаш. Хоча словакам вдалося досягти чималих успіхів у розвитку своєї мови, мадяризація являла для них серйозну загрозу, аж до створення Чехословаччини.